# Lison (vino)
Lison è la denominazione di un vino DOCG bianco, secco prodotto nella città metropolitana di Venezia e nelle province di Treviso, Pordenone, nella pianura fra i fiumi Tagliamento e Livenza, a pochi chilometri dal mare. È l'unico vino a DOCG italiano prodotto in due regioni diverse:  Veneto e Friuli-Venezia Giulia.

## Zona di produzione
La zona di produzione comprende i seguenti comuni:
- In provincia di Venezia: Annone Veneto, Cinto Caomaggiore, Gruaro, Fossalta di Portogruaro, Pramaggiore, Teglio Veneto e parte del territorio di  Caorle, Concordia Sagittaria, Portogruaro, San Michele al Tagliamento, San Stino di Livenza;
- In provincia di Treviso: Meduna di Livenza e parte del territorio di Motta di Livenza;
- In provincia di Pordenone: Chions, Cordovado, Pravisdominie parte del territorio di Azzano Decimo, Morsano al Tagliamento, Sesto al Reghena.

La zona di produzione della tipologia "Classico" comprende Lison, Pradipozzo e Summaga (frazioni di Portogruaro), Belfiore, Blessaglia e Salvarolo (frazioni di Pramaggiore), Carline e Loncon (frazioni di Annone Veneto) e parte del territorio di San Stino di Livenza e Cinto Caomaggiore.

## Storia
La viticoltura nella zona risale all'epoca romana e venne razionalizzata dai monaci benedettini nel X secolo.
Con l'avvento della Repubblica Serenissima di Venezia, assunse rilevanza economica sfruttandone i canali commerciali ed arrivò all'apice nel periodo asburgico.
Intorno al 1850 cominciò a prendere piede la coltivazione del vitigno Tocai friulano e la produzione di vini migliorò ulteriormente.
Un accordo con l'Ungheria ha vietato l'utilizzo del nome "Tocai" a partire dal marzo del 2007 per vini prodotti in Italia, in quanto troppo simile a quello della denominazione di origine controllata ungherese "Tokaji": anche se i due vini sono prodotti con uve differenti, per evitare la loro confusione le tipologie di alcuni vini italiani prodotti con uve del vitigno Tocai friulano vengono chiamate Tai in Veneto, Tocai Friulano in Friuli-Venezia Giulia e Tuchì in Lombardia.

## Tecniche di produzione
La zona di produzione presenta un clima temperato con accentuata escursione termica diurna ed un alternarsi di venti freschi e asciutti da nord-nord-est (bora) con venti caldi e umidi da sud-est (scirocco); i terreni sono prevalentemente argillosi, con uno strato sottile di caranto (calcare) a una profondità di 30-70 cm. Essi hanno una buona capacità idrica e sono ricchi di elementi minerali (potassio, calcio, magnesio) e sostanza organica.
Sono ammesse esclusivamente le forme a controspalliera semplice o doppia.
Le operazioni di vinificazione devono essere effettuate nei comuni su cui ricade l'area delimitata. Tuttavia è consentito che vengano effettuate nei comuni di  Torre di Mosto, Ceggia, Eraclea, Jesolo, S. Donà di Piave, Noventa di Piave e Meolo, Cessalto, Chiarano, Gorgo al Monticano, Salgareda, Gaiarine, Mansuè, Portobuffolé, Oderzo e Ormelle, Fiume Veneto, Pasiano, Porcia, Pordenone, Prata di Pordenone, Casarsa della Delizia e San Vito al Tagliamento, Latisana, Bertiolo e Codroipo.
I vini a denominazione di origine controllata e garantita “Lison” devono riportare l’annata di produzione in etichetta.

## Disciplinare
Il 4 agosto 1971 avvenne la pubblicazione del D.P.R. che creava la denominazione d'origine controllata "Lison”, al cui interno era una tipologia di vino bianco da uve Tocai; le DOC Lison e Pramaggiore vennero fuse nel 1974, con il nome di "Lison-Pramaggiore". 
L'attuale DOCG è stata scorporata dal Lison-Pramaggiore con DM 22.12.2010, pubblicato sulla Gazzetta Ufficiale n. 4

## Tipologie

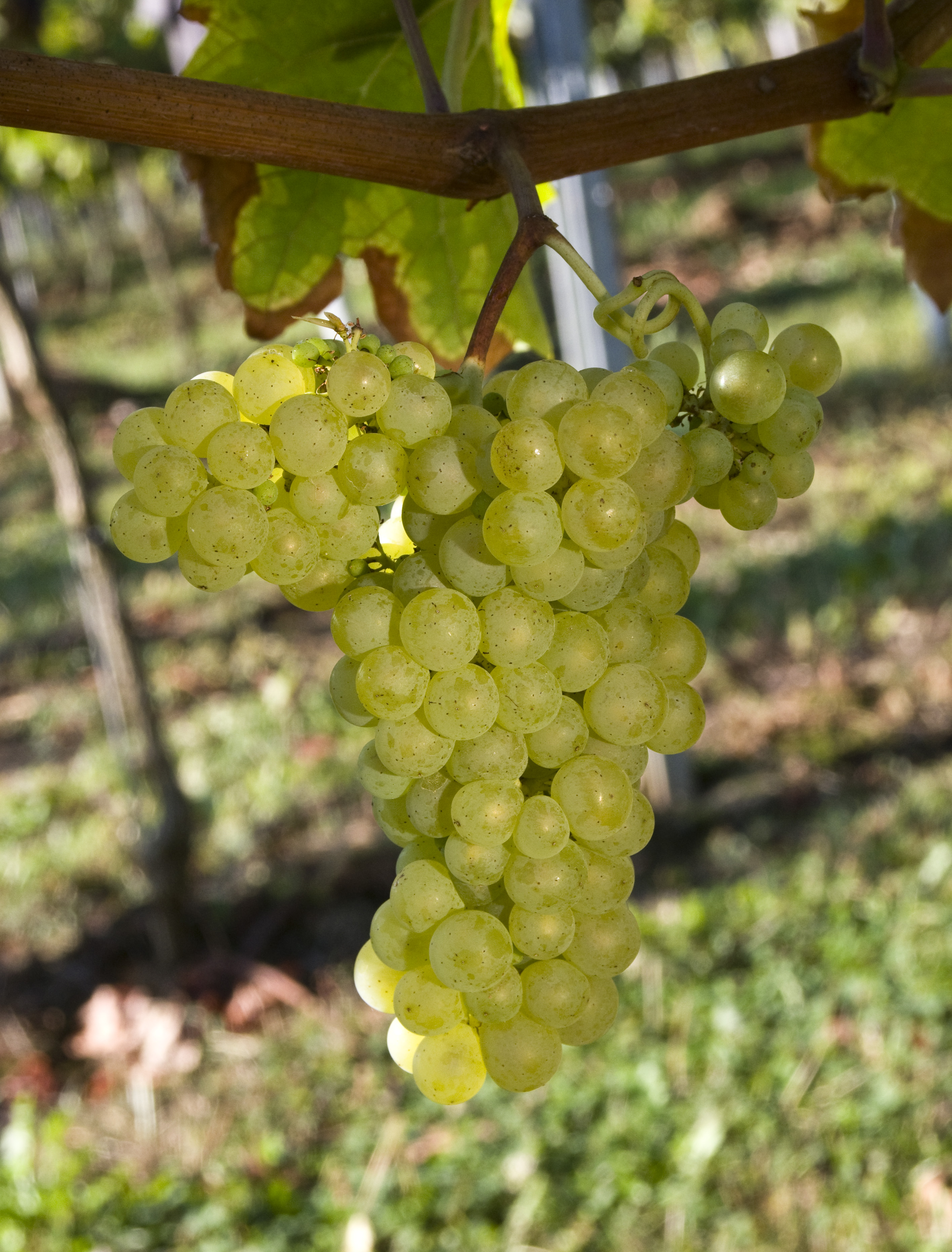
Un grappolo di Tai (Tocai fr.)

Le due versioni Lison e Lison Classico presentano minime differenze.
|                                | Lison                           | Lison classico                  |
| uvaggio                        | Tocai friulano (Tai) minimo 85% | Tocai friulano (Tai) minimo 85% |
| titolo alcolometrico minimo    | 12,00% vol.                     | 12,50% vol                      |
| acidità totale minima          | 4,50 g/l.                       | 4,50 g/l.                       |
| estratto secco minimo          | 20,00 g/l                       | 20,00 g/l                       |
| resa massima di uva per ettaro | 110 q.                          | 100 q.                          |
| resa massima di uva in vino    | 75 %                            | 75 %                            |

### Abbinamenti
si abbina bene a frittate di verdura, cucina marinara, formaggi di media stagionatura, prosciutto crudo.